# 生物塘法
生物塘法，又稱氧化塘法，是一種利用天然水塘中的微生物對有機廢水進行淨化的方法。按塘的深淺可分為需氧塘法、厭氧塘法和兼性塘法，好氧塘為淺塘，處於有氧狀態；兼性塘深度中等，上層有氧、下層厭氧；厭氧塘為深塘，除表層外大部分厭氧。細菌在生物塘內將大分子有機物氧化產生二氧化碳，藻類攝取小分子有機物並通過光合作用固定二氧化碳釋放出氧，從而起到淨化廢水的作用。